# Delfín Quishpe
Delfín Quishpe Apugllón (San Antonio de Encalado, Chimborazo, 4 de diciembre de 1977), también conocido como Delfín Hasta el Fin, es un cantante, compositor y político ecuatoriano. Fue alcalde del cantón Guamote desde 2019 hasta 2023, reemplazado por Miguel Marcatoma. Quishpe con su carrera artística logró notoriedad en los años 2000 después de popularizarse sus videoclips musicales en YouTube, mientras que en su ámbito político ha tenido inconvenientes judiciales, entre las que se destaca el proceso abierto por parte de la Fiscalía General de Ecuador, por «presunto» tráfico de influencias y corrupción. Actualmente se encuentra privado de libertad en la cárcel.
Su trascendencia en gran parte proviene del carácter involuntariamente cómico de su música. Los clips de sus canciones «Torres Gemelas» y «En tus tierras bailaré», junto a La Tigresa del Oriente y Wendy Sulca, siguen siendo los que más atención han recibido. Aparte, el mismo actúa con un estilo denominado por él como "tecno folklore andino".
En 2011, realizó su videoclip «Todo hombre es un minero», dedicado a los 33 mineros chilenos y fue nominado como «Celebridad Web del Año» en el canal MTV Latinoamérica.  En 2012, participó en la segunda emisión del YouFest, celebrado en Madrid. Años más tarde, se empezó a dedicar por completo a la política y se enfiló en el partido indígena Pachakutik, ganando los comicios en Guamote.

## Biografía
Delfín nació en un pequeño pueblo llamado San Antonio de Encalado, en Guamote, provincia de Chimborazo, Ecuador. Es hijo del comerciante Anselmo Quishpe y Mercedes Apugllón. El nombre de Delfín se lo dieron sus padres por ser el más pequeño de los cuatro hermanos. Quishpe desde pequeño tuvo fascinación por la música y en su adolescencia cantaba en pequeños sitios y casinos.
También trabajó en la enseñanza de instrumentos tradicionales y sonidos para los niños de su comunidad, y estuvo en varios conjuntos musicales y danzas folclóricas como la Revelación (1997), Sensación del momento (1998) y Jatun ayllu (1999-2000). En 2022, se gradúa de tecnólogo en Promoción y Defensoría Social, egresado de  Instituto Superior Tecnológico Jatun Yachay Wasi, en Balbanera, Colta.
Tuvo dos hijos con su cónyuge Rosario Urquiza Coro. Uno de ellos, Luis Rolando Quishpe Urquiza, falleció en 2018 a la edad de quince años por la enfermedad de Crohn.

## Carrera musical
En 2001, decide lanzarse como solista con temas como «La ovejita», «Erupción carnaval» o «La colegiala» de su primer disco titulado El faraón del ritmo.
En 2003, publicó su segundo disco El gallito, con los temas «El gallito bandido», «El delfincito», «Cuando me vaya» y «Cuaya huay» entre otros.
La fama de Delfín se produjo tras diciembre de 2006, cuando su canción «Torres Gemelas» fue subida a la plataforma de videos YouTube. Cerca del cuatro de enero, había sido escuchada por 250.000 personas, y el 24 de marzo había varias copias del vídeo en el sitio  y más de un millón de visitas con miles de comentarios.
El vídeo tuvo un presupuesto de 1.500 dólares estadounidenses, y se tardó un mes en la edición y producción del mismo. El clip básicamente se trataba de una historia sobre una novia ficticia del intérprete, que perdió su vida en los Atentados del 11 de septiembre de 2001.

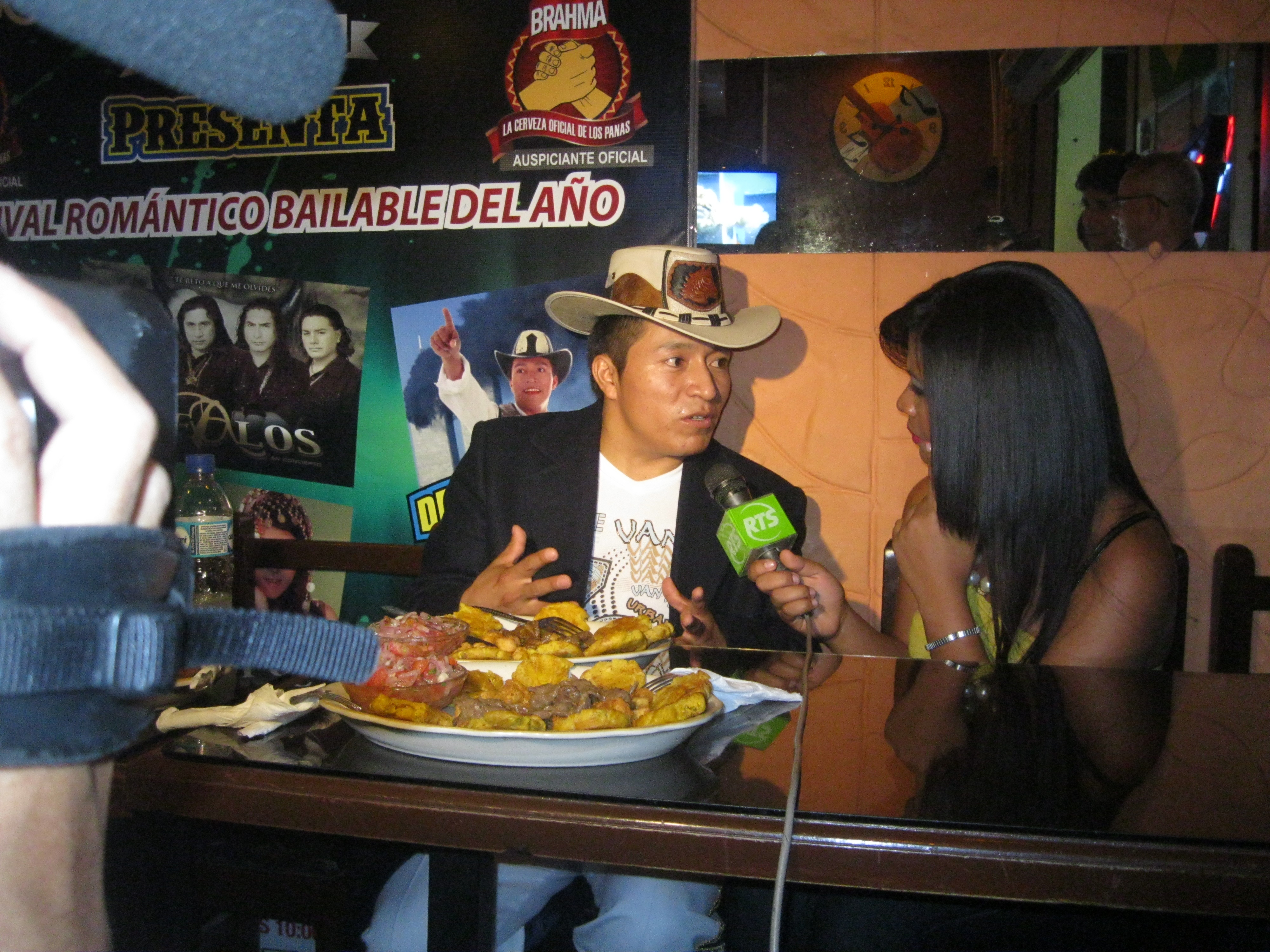
Delfín Quishpe entrevistado por RTS en 2012.

En 2007 se presentó en Santiago de Chile en la discoteca Blondie y en el programa Gigantes con Vivi.

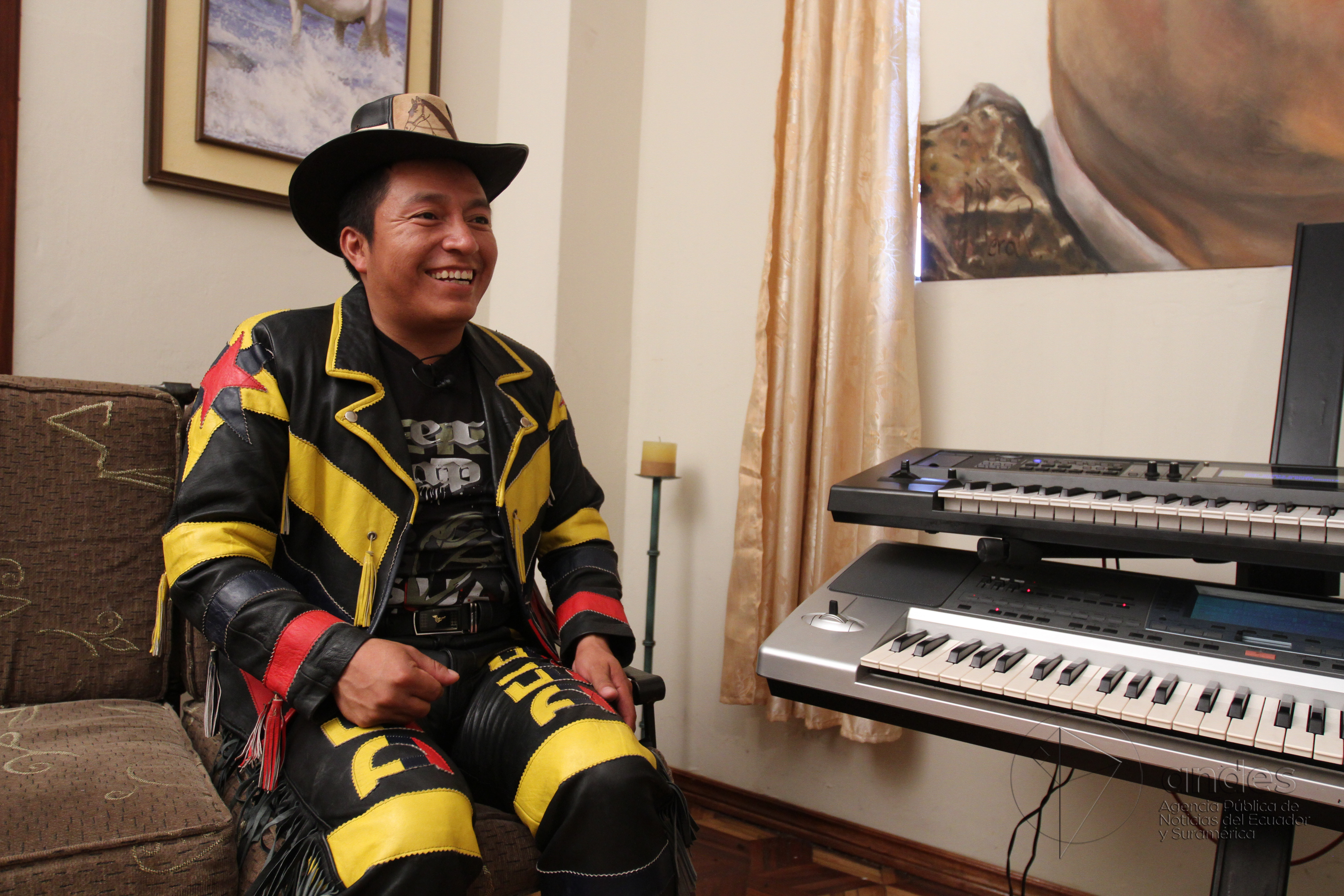
Delfín Quishpe en 2017.

En abril de 2010 se unió a La Tigresa del Oriente y Wendy Sulca para lanzar el tema «En tus tierras bailaré», tuvo repercusión en los medios y fue catalogado por el grupo Calle 13, como el «We Are The World» de YouTube. Gracias a la difusión de este tema se presentó junto con La Tigresa y Wendy a finales de octubre de 2010, en la ciudad de Buenos Aires para el concierto YouFest, en dos presentaciones. El mismo hecho fue reseñado por los medios nacionales de Argentina e incluso fueron invitados a varios programas de la televisión argentina.
Otros vídeos musicales como «Alabado», «Somos libres», «Linda bella», «La cárcel», «Libre como el viento», «La oveja» y «¿Qué pasa en este mundo?» también han tenido resonancia en YouTube.
En febrero de 2011 estrenó su videoclip «Pequeño motel», una versión del género tecno folklore andino de la canción del artista colombiano Galy Galiano. En ese mismo año estrenó un tema dedicado a los 33 mineros chilenos titulado «Todo hombre es un minero», como un tributo a este hecho que tuvo la atención internacional por unos días en Chile y en julio fue el invitado sorpresa en el concierto de Exa en Quito Ecuador.
Delfín visitó en septiembre de 2011, los países de Colombia y Venezuela, el 22 en el Teatro Metro de Bogotá y el 23 en el Moulin Rouge de la ciudad de Caracas.
A finales de 2011, Delfín en colaboración con la banda ecuatoriana Chaucha Kings lanzan el videoclip «Canelazo». También fue nominado como «Celebridad Web del Año» del medio televisivo MTV Latinoamérica.
El 28 y 29 de septiembre de 2012, Delfín se presentó de nuevo junto a La Tigresa del Oriente y Wendy Sulca, en la segunda emisión del Festival YouFest, en la ciudad de Madrid.
Delfín lanzó en 2014, su canción del mundial de fútbol llamada «Vamos al Mundial» y en 2018, estrena su videoclip en lengua indígena «Juvaleñita».

## Carrera política

### Alcaldía del cantón Guamote
Para finales de los 2010, decide dar un receso a su carrera artística y se enlista en el partido ecuatoriano Pachakutik. Delfín fue el candidato de dicha representación política para la alcaldía del cantón Guamote, en las Elecciones seccionales de Ecuador de 2019.  Quishpe se proclamó vencedor tras obtener el 29.09% de los votos, sacando más de cinco puntos a su competidor Carlos Guaraca (18.80%), obteniendo 6.223 votos y así dando el triunfo para el periodo 2019-2023.
El 4 de junio de 2020, la Fiscalía de Ecuador allanó las oficinas de las dependencias municipales del Gobierno Autónomo Descentralizado de Guamote, por «presunto» peculado en la adquisición de desinfectantes en el contexto de la emergencia sanitaria por la pandemia de enfermedad por coronavirus de 2020 en Ecuador. Quishpe, aclaró el asunto e informó que: 

Yo mismo les recibí y procedí a abrirles las oficinas; aquí nada está escondido, nuestra administración es clara, estamos prestos a colaborar con todo, siempre hemos trabajado para el desarrollo de mi cantón.
Delfín Quishpe a través del Facebook Live de la alcaldía de Guamote.

En 2021, Quishpe Apugllón, impidió caravana del entonces candidato presidencial Guillermo Lasso (presidente de Ecuador, a partir de ese año) al cantón donde, el alcalde lleva la jurisdicción. Posteriormente pidió disculpas públicas a través de una carta al político, por el altercado.
En 2023, es reemplazado en la alcaldía de Guamote, por el candidato Miguel Marcatoma del partido de izquierida Revolución Ciudadana. Según el reporte del Consejo Nacional Electoral, Marcatoma aglutinó 6.670 votos, que equivale al 26,39 %.

#### Juicio por corrupción
El 31 de mayo de 2021, fue llamado a juicio por Oswaldo Ruiz, presidente de la Corte Provincial de Justicia de Chimborazo, junto a otras tres personas fueron por «presunto» delito de tráfico de influencias. Según reseña el diario El Mercurio de Ecuador, de acuerdo a los elementos recabados, según la Fiscalía, alega un sobreprecio en la compra de insumos de bioseguridad contra el COVID-19 y que dicha transacción habría favorecido a los implicados por un monto de $ 96.608 más el impuesto al valor agregado (IVA). De ser condenado, podría enfrentar una pena de 3 a 5 años de cárcel.
A principios de diciembre de 2021, la Fiscalía de Ecuador acusó a 5 años de prisión a Quishpe por «presunto» tráfico de influencias y corrupción, aunque sigue como alcalde de Guamote, con presentación periódica ante la autoridad competente cada 15 días.

## Discografía
| Álbumes de estudio - 2001: El faraón del ritmo - 2003: El gallito - 2005: Torres Gemelas | Sencillos - «La colegiala» - «El gallito bandido» - «Torres Gemelas» - «¿Qué pasa en este mundo?» - «Pequeño motel» - «Todo hombre es un minero» - «Vamos al Mundial» - «Juvaleñita» | Colaboraciones - «En tus tierras bailaré» (con La Tigresa del Oriente y Wendy Sulca) - «Canelazo» (con Chaucha Kings) |

## Premios y nominaciones
| Año  | Categoría                                          | Resultado |
| ---- | -------------------------------------------------- | --------- |
| 2011 | Celebridad Web del Año - Anuario MTV Latinoamérica | Nominado  |